# Parafia św. Szczepana w Brisbane
Parafia św. Szczepana w Brisbane – parafia rzymskokatolicka, należąca do archidiecezji Brisbane.
Na terenie parafii znajduje się kościół filialny w Fortitude Valley.